# 1926 في المملكة المتحدة
فيما يلي قوائم الأحداث التي وقعت خلال عام 1926 في المملكة المتحدة.

## رياضة
- 1 يناير – بطولة ويمبلدون 1926

## كتب
من الكتب التي صدرت هذه السنة في المملكة المتحدة:
- 1 يناير – مقتل روجر أكرويد من تأليف أجاثا كريستي.

## مواليد

### يناير
- 3 يناير – جورج مارتن
- 13 يناير – هارولد إليس
- 17 يناير – مويرا شيرر

### فبراير
- 10 فبراير – دانى بلانشفلاور
- 22 فبراير – كينيث وليامز

### مارس
- 2 مارس – جورج والكر
- 6 مارس – كينيث وايلد لاعب شطرنج من المملكة المتحدة.
- 31 مارس – جون فاولز كاتب بريطاني.

### أبريل
- 21 أبريل – إليزابيث الثانية ملكة المملكة المتحدة.
- 22 أبريل – جيمس ستيرلنغ
- 29 أبريل – ريتشارد ويلسون فيزيائي من المملكة المتحدة.

### مايو
- 8 مايو – ديفيد أتينبارا
- 10 مايو – أليكس باكستون ملاكم من المملكة المتحدة.
- 12 مايو – جون شيبلي رولنسن كيميائي بريطاني.
- 16 مايو – ألبرت فينش ملاكم من المملكة المتحدة.
- 24 مايو – ستانلي باكستر ممثل بريطاني.

### يونيو
- 6 يونيو – ألكس ساندرس متدين من المملكة المتحدة.
- 29 يونيو – ريكس هانت

### يوليو
- 27 يوليو – إدي توماس

### أغسطس
- 6 أغسطس – فرانك فينلاي ممثل بريطاني.

### سبتمبر
- 1 سبتمبر – عبد الرحمن بيسواس
- 6 سبتمبر – آلان ليندساي ماكاي فيزيائي من المملكة المتحدة.
- 19 سبتمبر – جيف ووكر لاعب كرة قدم إنجليزي.

### أكتوبر
- 31 أكتوبر – جيمي سافيل لاعب كرة قدم إنجليزي.

### نوفمبر
- 6 نوفمبر – جاك غاردنر ملاكم من المملكة المتحدة.
- 20 نوفمبر – جون جاردنر

### ديسمبر
- 25 ديسمبر – جوني ويليامز ملاكم من المملكة المتحدة.

## وفيات

### يناير
- 1 يناير – توماس فير هودجسون (مواليد 1864)
- 1 يناير – ويليام هامبسون (مواليد 1854)
- 5 يناير – إدوارد براون (مواليد 1862)
- 20 يناير – تشارلز داوتي (مواليد 1843) شاعر بريطاني.

### فبراير
- 7 فبراير – ويليام هويل (مواليد 1855)
- 8 فبراير – وليام باتسون (مواليد 1861)

### مارس
- 3 مارس – سيدني لي (مواليد 1859)

### أبريل
- 26 أبريل – بوبي ليتش (مواليد 1858)

### مايو
- 18 مايو – برنارد غرينفل (مواليد 1869)
- 18 مايو – جيمس طومسون بوتوملي (مواليد 1845) فيزيائي أيرلندي.

### يونيو
- 2 يونيو – وليم بوغ ليشمان (مواليد 1865)

### يوليو
- 12 يوليو – غيرترود بيل (مواليد 1868) مستكشفة بريطانية.

### أغسطس
- 1 أغسطس – يسرائيل زانغويل (مواليد 1864) كاتب بريطاني.
- 31 أغسطس – سومرز كلارك (مواليد 1841)

### سبتمبر
- 28 سبتمبر – هيلين ألينغهام (مواليد 1848)

### أكتوبر
- 12 أكتوبر – ادوين أبوت (مواليد 1838)